# Rodzina planetoidy Eos
Rodzina planetoidy Eos – jedna z rodzin planetoid z pasa głównego, w skład której wchodzą obiekty charakteryzujące się podobnymi parametrami orbit i podobną budową do (221) Eos. Większość z nich należy do planetoid typu S.
Wszystkie one krążą po trajektoriach zawierających się w przedziale od 2,99 do 3,03 j.a. od Słońca, ich nachylenie względem ekliptyki mieści się w przedziale od 8 do 12º, a mimośrody od 0,01 do 0,13.
Obecnie znanych jest ok. 480 przedstawicielek tej rodziny.  
Do przedstawicielek należą m.in.: 
- (221) Eos
- (677) Aaltje
- (339) Dorothea
- (520) Franziska
- (639) Latona
- (766) Moguntia
- (798) Ruth
- (890) Waltraut
- (633) Zelima